# Сонорская замыкающаяся черепаха
Сонорская замыкающаяся черепаха (лат. Kinosternon sonoriense) — вид иловых черепах, обитающий в Северной Америке.

## Описание

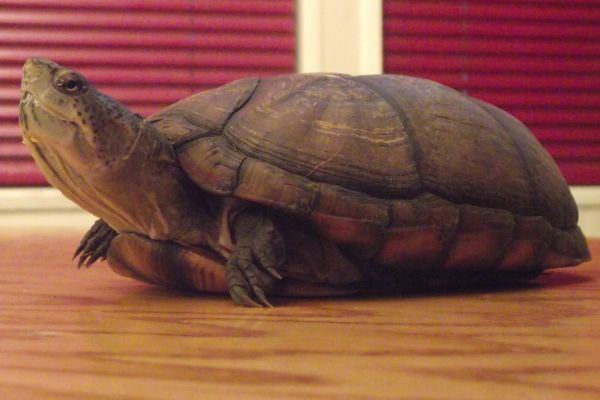

Общая длина карапакса достигает 17,5 см. Наблюдается половой диморфизм: самки крупнее самцов (последние достигают 15,5 см). Голова большая. На подбородке присутствует 3—4 пары длинных усиков. Карапакс выпуклый, длинный с 3 килями, которые пропадают с возрастом. Подмышечные и паховые щитки касаются друг друга. Пластрон имеет большой размер. Перепонка хорошо развита, впрочем карапакс и пластрон не способны полностью закрываться. У самцов большой длинный хвост и вогнутый пластрон.
Кожа на голове, шее, конечностях серая с пятнами. Челюсти кремовые с тёмными пятнами или тонкими полосками. Карапакс оливково-коричневый или тёмно-коричневый с тёмной окантовкой щитков. Пластрон жёлто-коричневый, иногда с пятнами и с тёмной окантовкой щитков. Перепонка коричневая.

## Образ жизни
Предпочитает лесные водоёмы. Встречается на высоте 2042 м над уровнем моря. Активна ночью. Питается водорослями, водными растениями, насекомыми, червями, ракообразными, рыбой, земноводными, улитками.

## Размножение
Самцы становятся половозрелыми в 5—6 лет при длине карапакса 7,6—8,2 см. Самки — при длине свыше 9,3 см. Сезон спаривания начинается в марте — апреле. Откладывание яиц происходит с мая по сентябрь. За сезон самки делают 1—4 кладки по 1—11 белых эллиптических яиц с твёрдой скорлупой размером 28—35 × 13,8—19 мм. Размер кладки зависит от размера самки. Новорождённые черепахи появляются в августе. У черепашат, длиной 22—28 мм, низкий широкий карапакс с 3 килями. Пластрон кремовый с тёмными пятнами. На голове у них пара жёлтых полос.

## Распространение
Обитает от бассейна реки Колорадо на юге США в штатах Колорадо, Нью-Мексико, Аризона и Калифорния на юг до Мексики, до бассейна рек на севере Соноры и Касас-Грандес на западе Чиуауа и Коауили.

## Подвиды
- Kinosternon sonoriense longifemorale Iverson, 1981
- Kinosternon sonoriense sonoriense LeConte, 1854